# Eger Challenger 1989
L'Eger Challenger 1989 è stato un torneo di tennis facente parte della categoria ATP Challenger Series nell'ambito dell'ATP Challenger Series 1989. Il torneo si è giocato a Eger in Ungheria dal 4 al 10 settembre 1989 su campi in terra rossa.

## Vincitori

### Singolare
Richard Vogel ha battuto in finale  Libor Pimek con il punteggio di 2–6, 7–5, 6–1

### Doppio
Branislav Stankovič /  Richard Vogel hanno battuto in finale  George Cosac /  Florin Segărceanu con il punteggio di 6–4, 3–6, 7–5